# Magdalena Olpińska-Szkiełko
Magdalena Maria Olpińska-Szkiełko, primo voto Olpińska-Mazurek (ur. 26 sierpnia 1968) – polska germanistka, językoznawczyni, doktor hab. nauk humanistycznych, wykładowczyni Wydziału Lingwistyki Stosowanej Uniwersytetu Warszawskiego.

## Życiorys
W 1987 rozpoczęła studia w Instytucie Lingwistyki Stosowanej UW, uzyskując w 1993 tytuł magistra lingwistyki stosowanej na podstawie pracy Neue Strategien im Marketing. Versuch einer kontrastiven Analyse des Fachwortschatzes aus diesem Bereich. 18 stycznia 2000 uzyskała na Wydziale Lingwistyki Stosowanej i Filologii Wschodniosłowiańskich UW stopień doktora nauk humanistycznych na podstawie Bilinguale Kindererziehung. Ein Konzept für den polnischen Kindergarten – Wychowanie dwujęzyczne dzieci. Koncepcja dla polskiego przedszkola (promotor: Franciszek Grucza). 23 czerwca 2009 habilitowała się na podstawie pracy Nauczanie dwujęzyczne w świetle badań i koncepcji glottodydaktycznych.
Zajmuje się lingwistyką stosowaną: translatoryką, glottodydaktyką (w szczególności badania nad dwujęzycznością), zagadnieniami edukacji dwujęzycznej i dydaktyki oraz lingwistyki języków specjalistycznych; języków specjalistycznych; lingwistyką tekstu.
Zawodowo związana z Wydziałem Lingwistyki Stosowanej UW, obecnie w Instytucie Komunikacji Specjalistycznej i Interkulturowej. Pełni lub pełniła funkcje m.in. Prodziekana ds. Finansowych i Administracyjnych w latach 2008–2012 i 2016–2020, członkini Rady Programowej Szkoły Języków Obcych UW (2009–2013); Przewodniczącej Rady Instytutu Kulturologii i Lingwistyki Antropocentrycznej (2010–2012); Kierowniczki Zakładu Teorii Języków i Akwizycji Językowej (od 2012); członkini Wydziałowej Komisji ds. Jakości Kształcenia (kadencja 2012–2016). Wypromowała troje doktorów.
Skarbniczka Stowarzyszenia Germanistów Polskich (2000–2012); Internationale Vereinigung fuer Germanistik (IVG, 2005–2010); Polskiego Towarzystwa Lingwistyki Stosowanej (od 2009).
Otrzymała stypendia: programu Tempus „Terminologia prawna Unii Europejskiej”, Universität Gießen (1995); DAAD (tzw. „Vor-Ort”-Förderung), Universität/Gesamthochschule Siegen (1995, 1996, 2007); programu CEEPUS na Uniwersytecie Wiedeńskim (1998); Uniwersytetu w Saarbrucken (2006); naukowe Rektora Uniwersytetu Warszawskiego (2004, 2005, 2006, 2008).

## Wybrane publikacje
- Wychowanie dwujęzyczne, Warszawa: KJS UW, 2004.
- Nauczanie dwujęzyczne w świetle badań i koncepcji glottodydaktycznych, Warszawa: Euro-Edukacja, 2009.